# Jean Fortuné Boüin de Marigny
Jean Fortuné Boüin de Marigny, cugino del più famoso capo vandeano Bernard de Marigny (Châtellerault, 6 maggio 1766 – Angers, 5 dicembre 1793), è stato un generale repubblicano francese che combatté contro i vandeani durante le Guerre di Vandea.
Nacque il 6 maggio 1766 e raggiunse il grado di Chef de Brigade (equivalente a colonnello) il 30 giugno 1793.
Il 24 ottobre dello stesso anno venne promosso General de Brigade, e con questo grado prese parte alla battaglia di Angers. In questa occasione, il 4 dicembre guidò i rinforzi per la guarnigione della città assediata. Le sue truppe, divise in due colonne, attaccarono alle spalle i vandeani mentre assediavano la città. Questa azione si rivelò determinante, e portò alla vittoria repubblicana.
Il generale morì il 5 dicembre 1793, il giorno seguente alla battaglia.